# وليام أمير غلوستر
الأمير وليام أمير غلوستر (بالإنجليزية: Prince William of Gloucester)‏ (إسمه الكامل:وليام هنري أندرو فريدريك; 18 ديسمبر 1941 - 28 أغسطس 1972) كان حفيد الملك جورج الخامس ملك المملكة المتحدة . والده الأمير هنري وعمه الملك جورج السادس وبذلك هو ابن عم الملكة إليزابيث الثانية من الأب. في وقت ولادته كان الرابع في ترتيب ولاية العرش ، والتاسع في الترتيب وقت وفاته.
تخرج في كامبردج وستانفورد ، وانضم إلى وزارة الخارجية وشؤون الكومنولث حيث خدم في لاغوس وطوكيو ، قبل أن يعود لتولي المهام الملكية. عاش حياة نشطة ، وحلّق بطائرات بايبر ، ورحلات عبر الصحراء ، ومناطيد الهواء الساخن.
ما يزال هو أحدث سليل لجورج الثالث تم تشخيصه بالبرفيريا ، ربما وراثي ، والذي يعتقد على نطاق واسع أنه المرض الذي تسبب على الأرجح في الانهيار العقلي لجورج الثالث.
توفي الأمير وليام في عام 1972 ، عن عمر يناهز 30 عامًا ، في حادث تحطم طائرة أثناء قيادة طائرته في منافسة.

## عن حياته
ولد الأمير وليام في 18 ديسمبر 1941، في بارنيت، هيرتفوردشاير وكان حفيد الملك جورج الخامس ملك المملكة المتحدة فوالده هو الأمير هنري دوق غلوستر ووالدته هي الأميرة أليس دوقة غلوستر.

## وفاته
توفي الأمير وليام في 28 أغسطس 1972 في ستافوردشاير بسبب حادث سقوط طائرة عن عمر يناهز 30 سنة.